# پارک کادریورگ

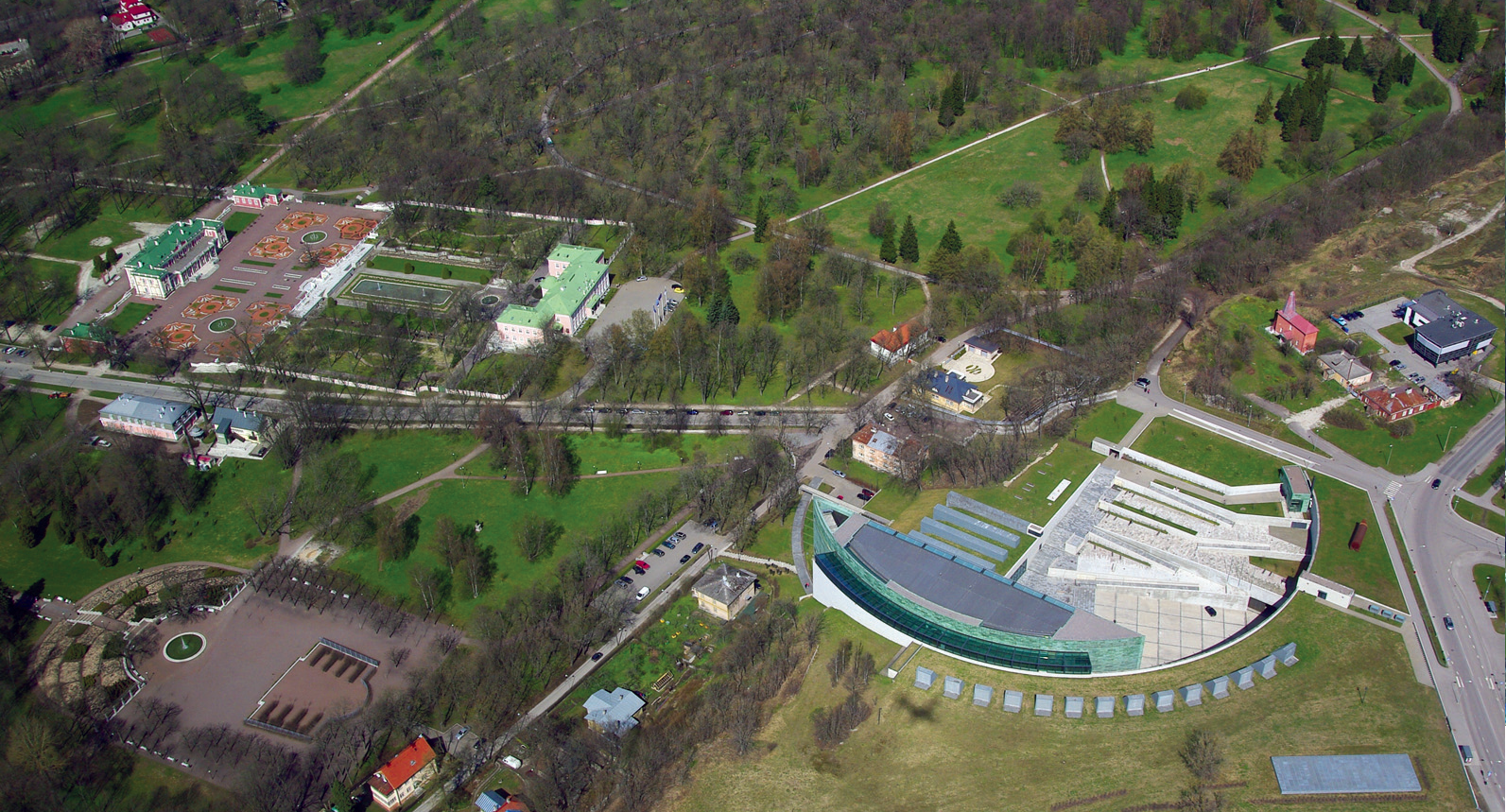
نمایی از پارک کادریورگ، ۲۰۱۰

پارک کادریورگ (استونیایی: Kadrioru park) پارکی در کادریورگ، تالین، استونی است.
این پارک که در سال ۱۷۱۸ میلادی ساخته شده دارای ۷۰ هکتار وسعت می‌باشد.

## نگارخانه

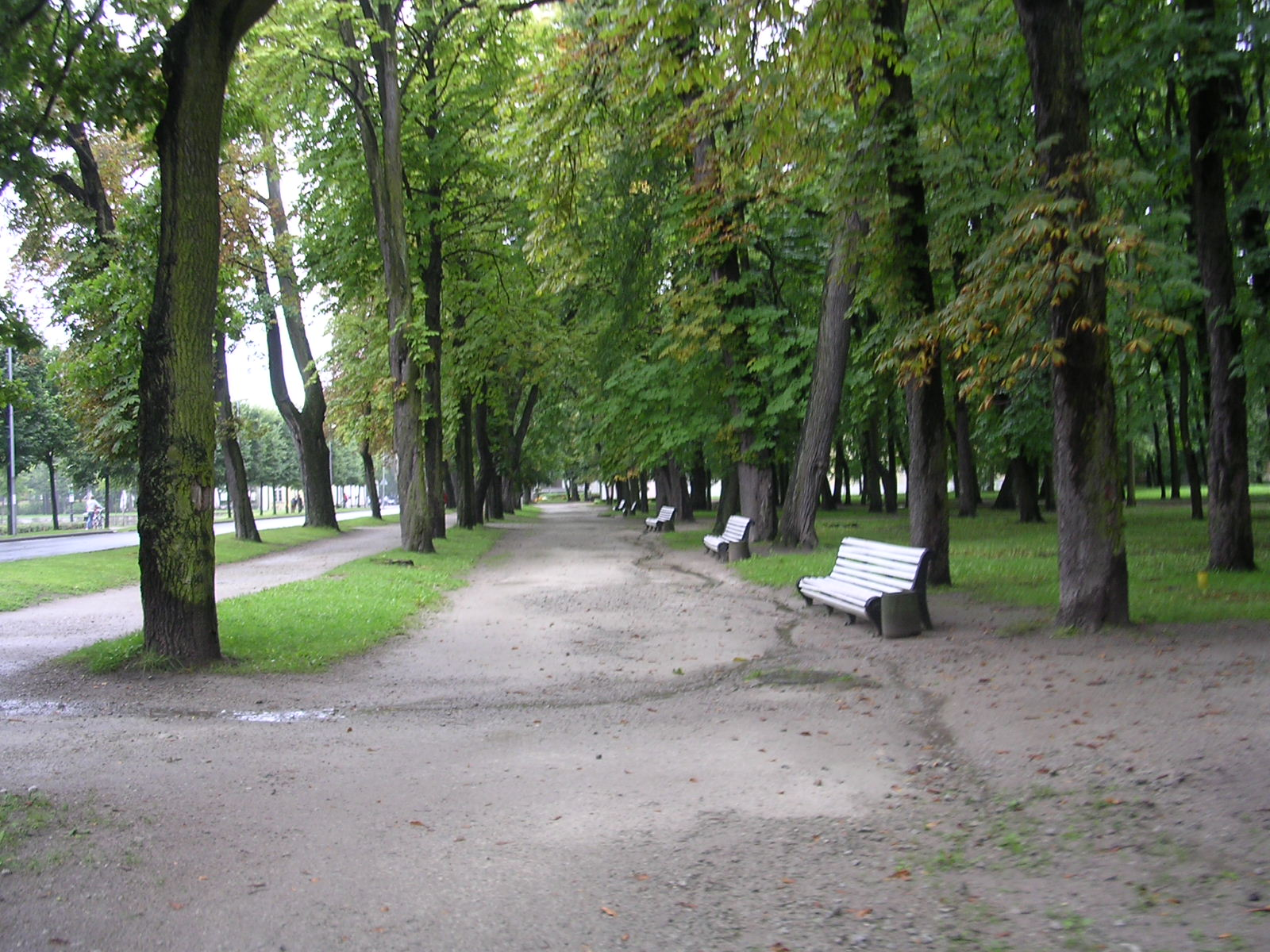
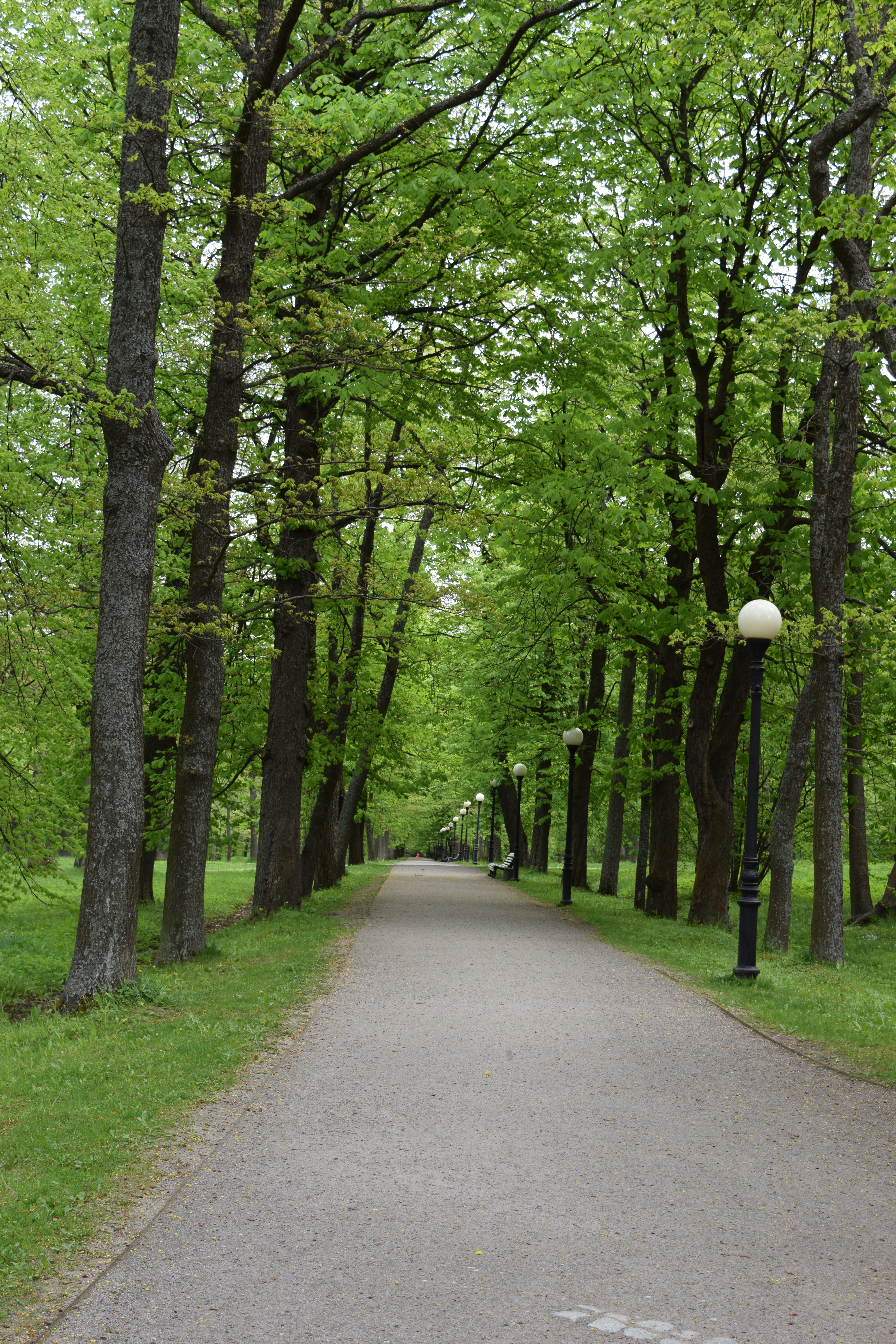
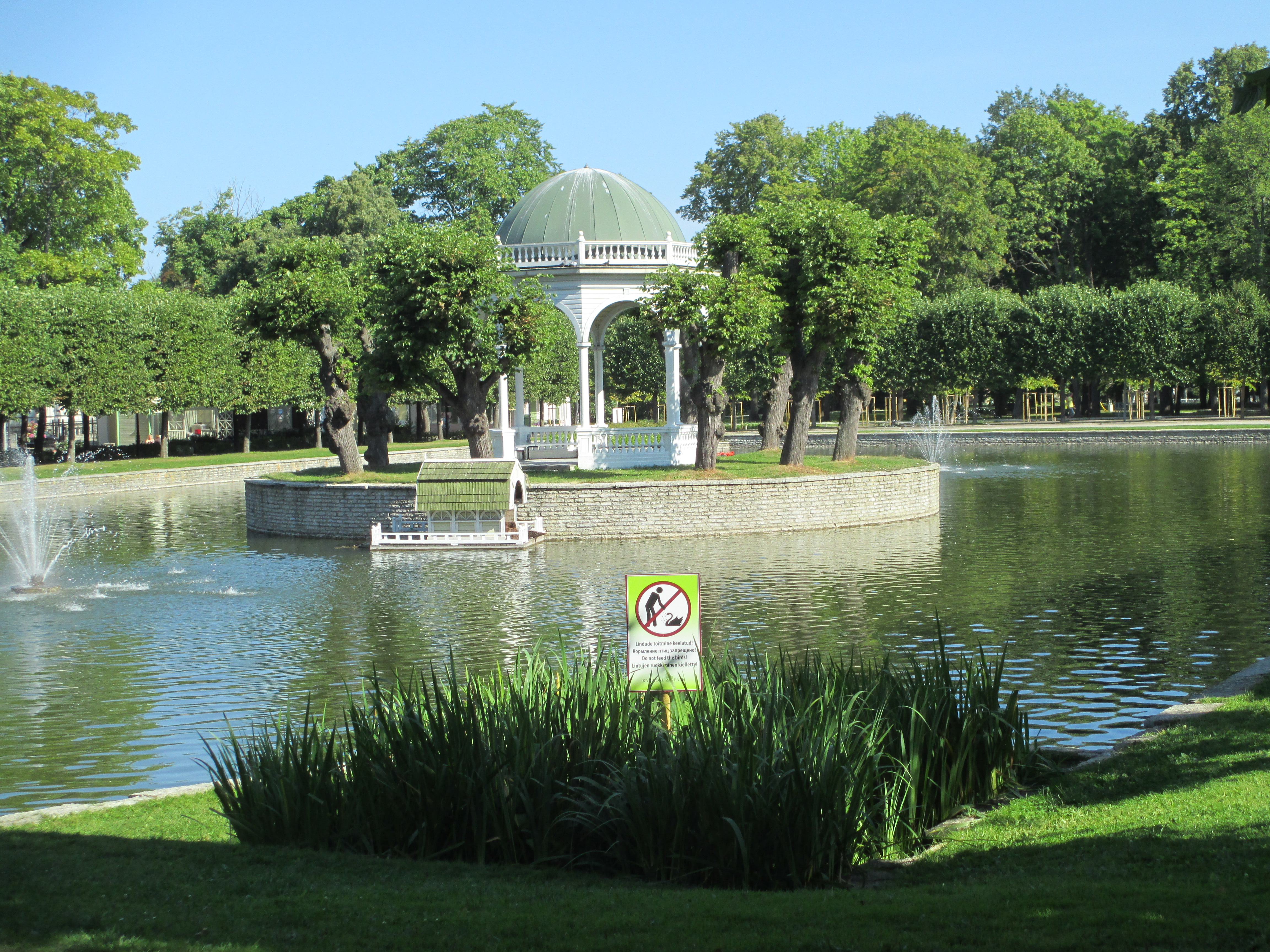
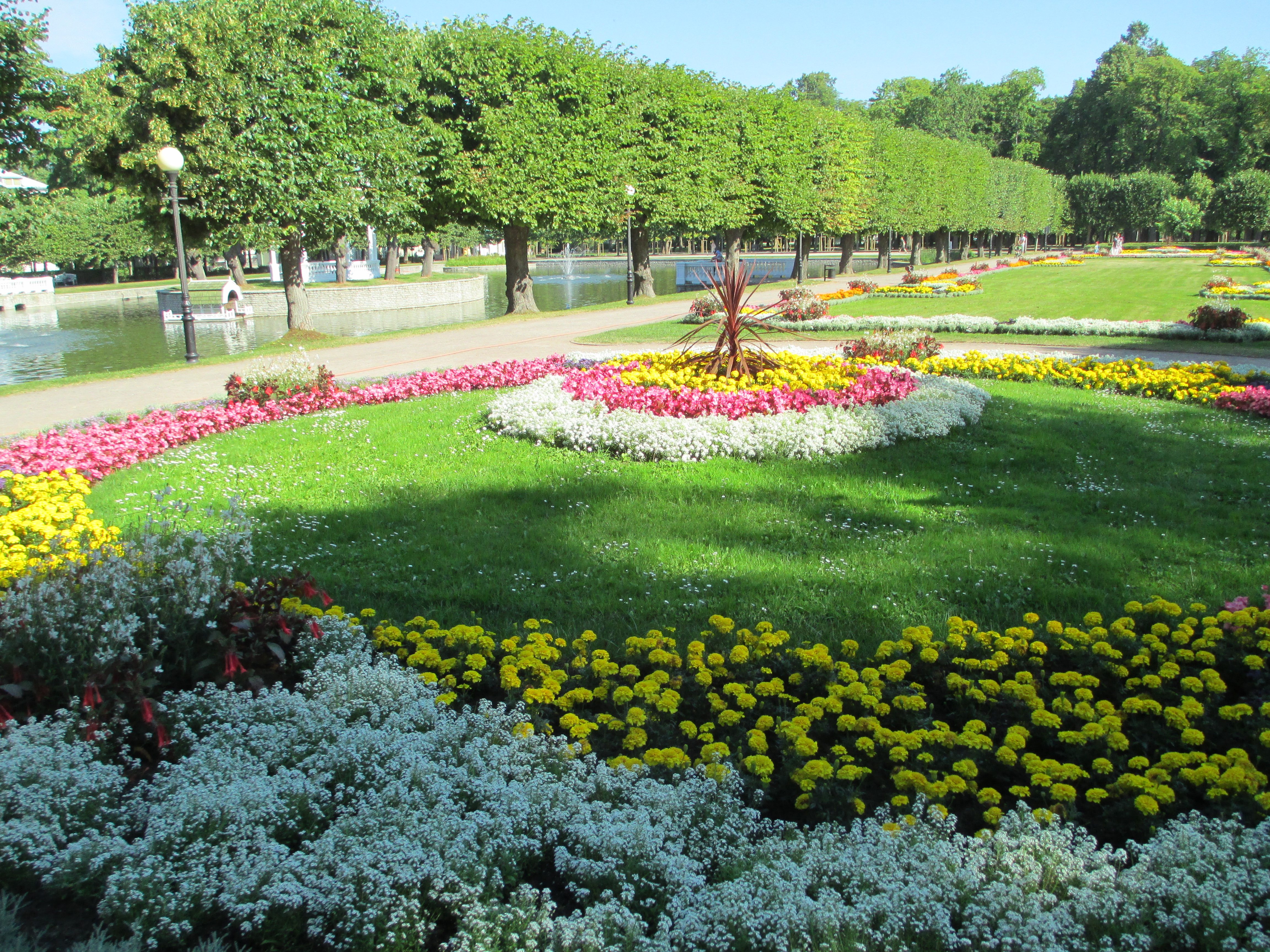
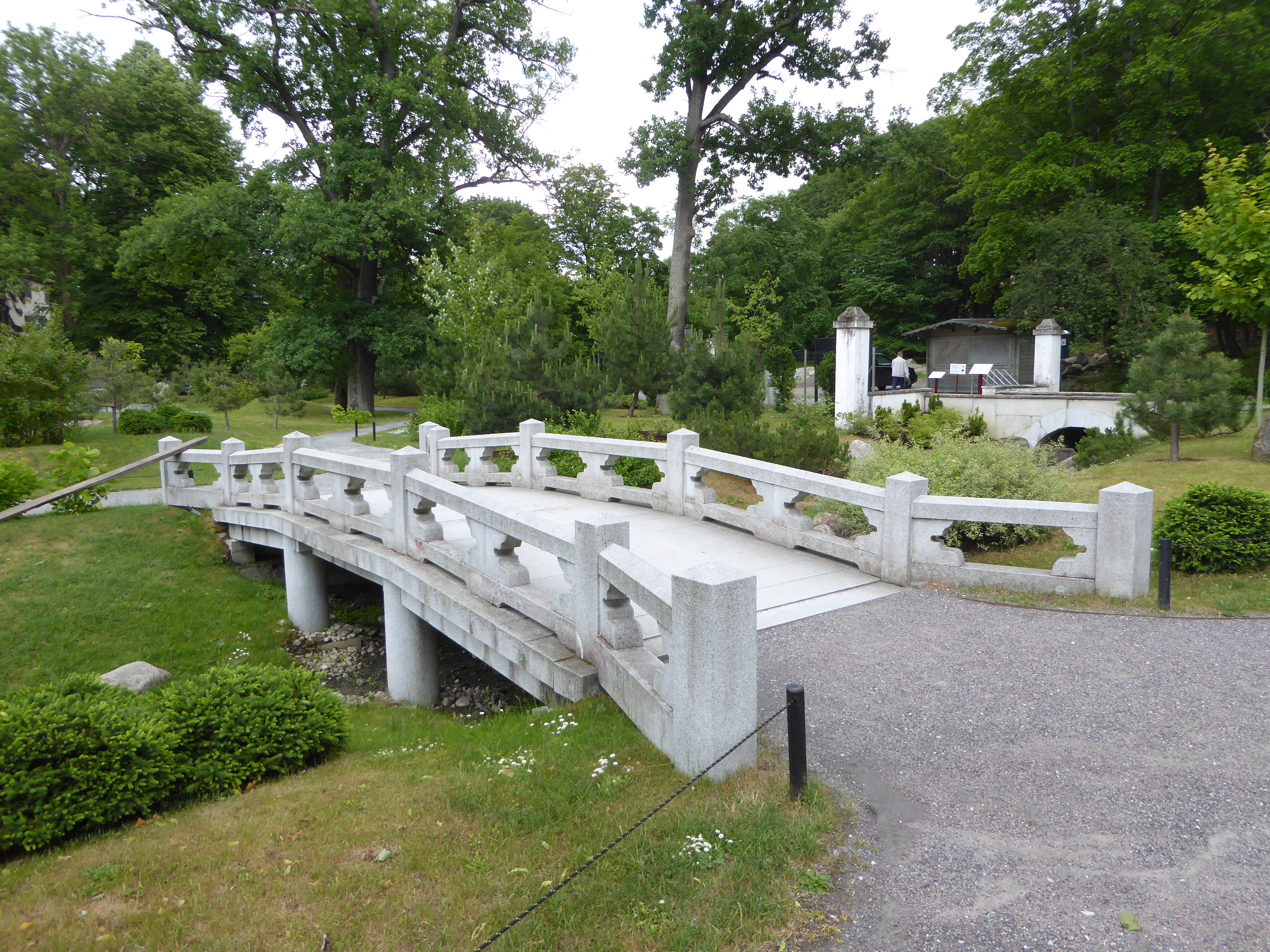
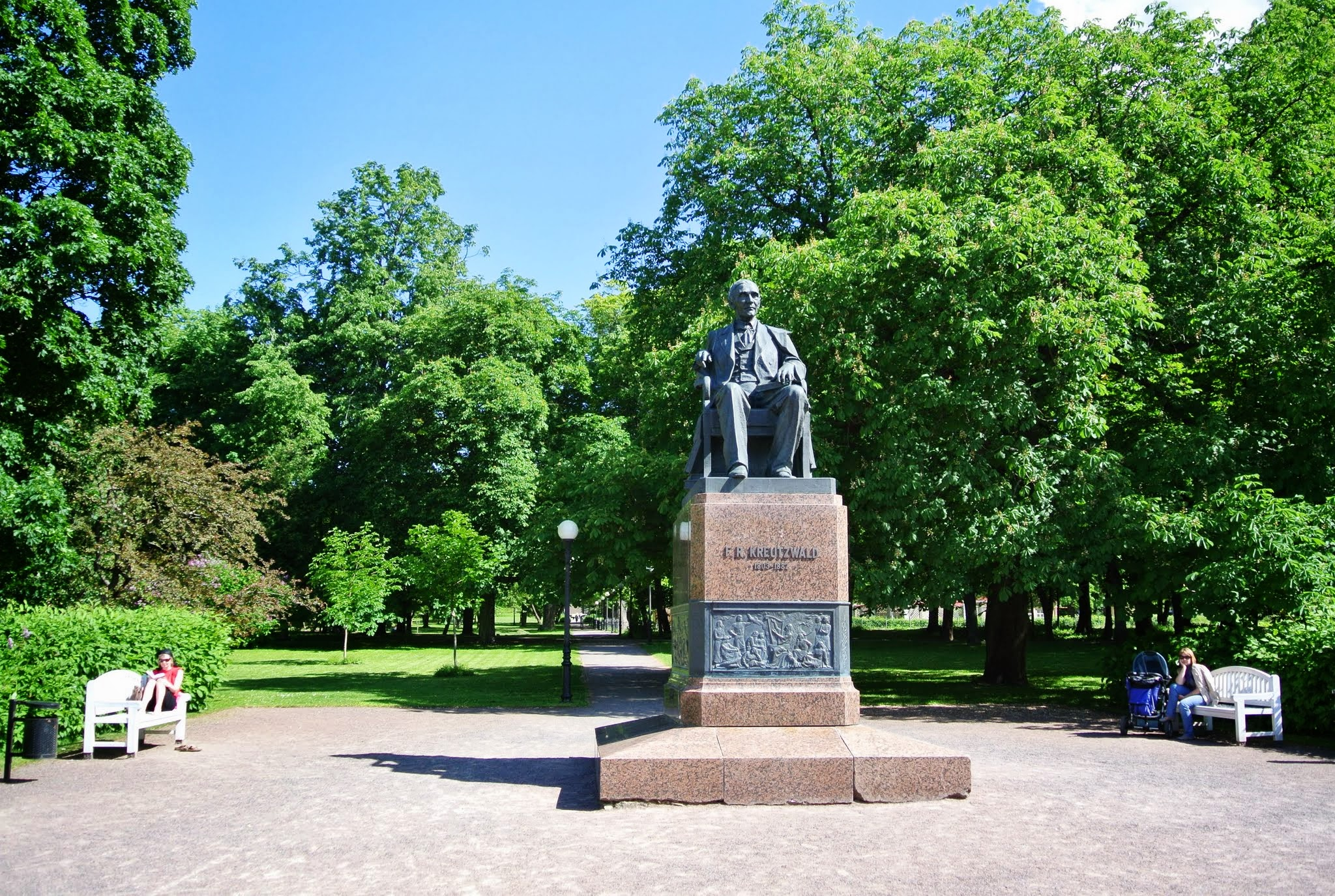
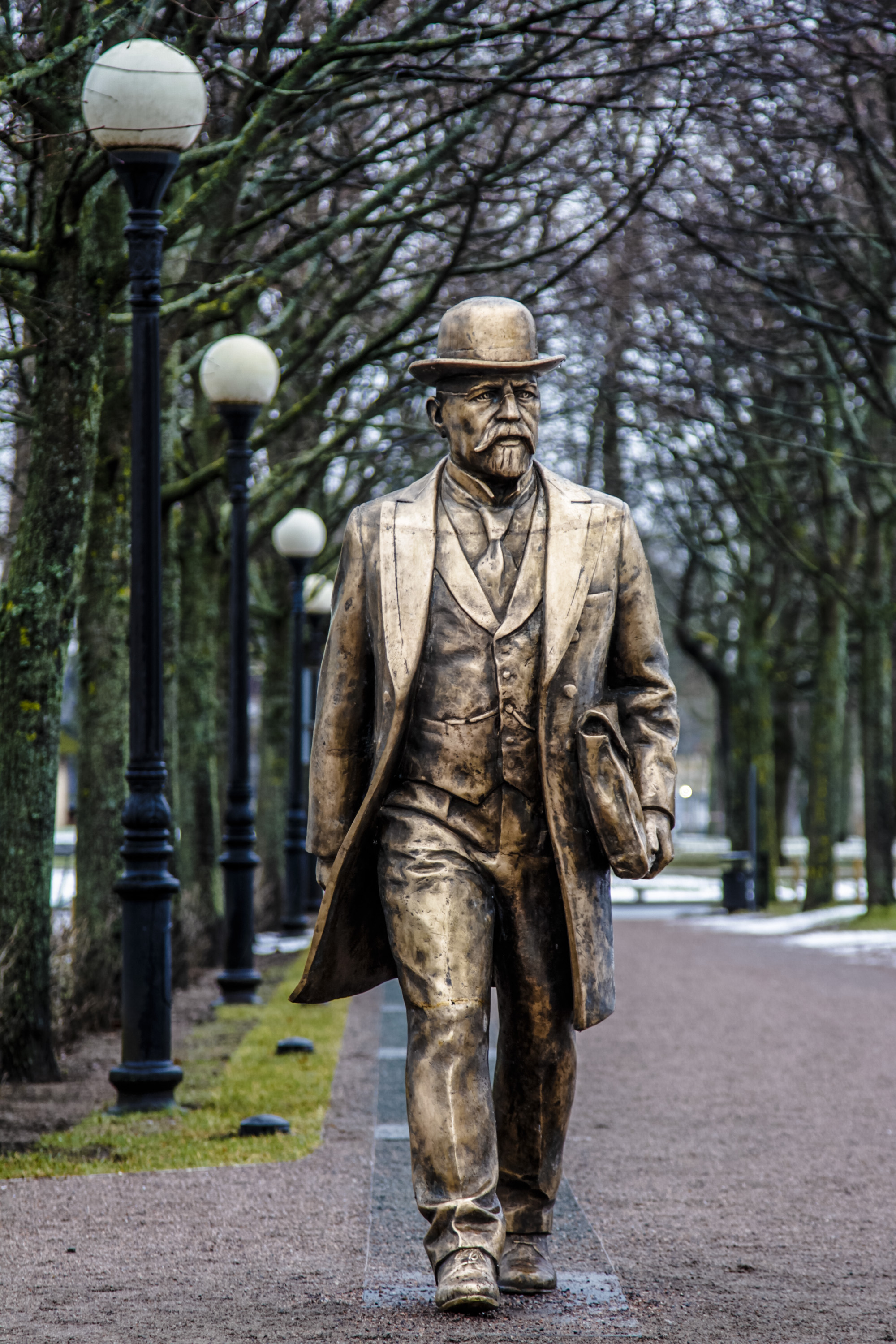
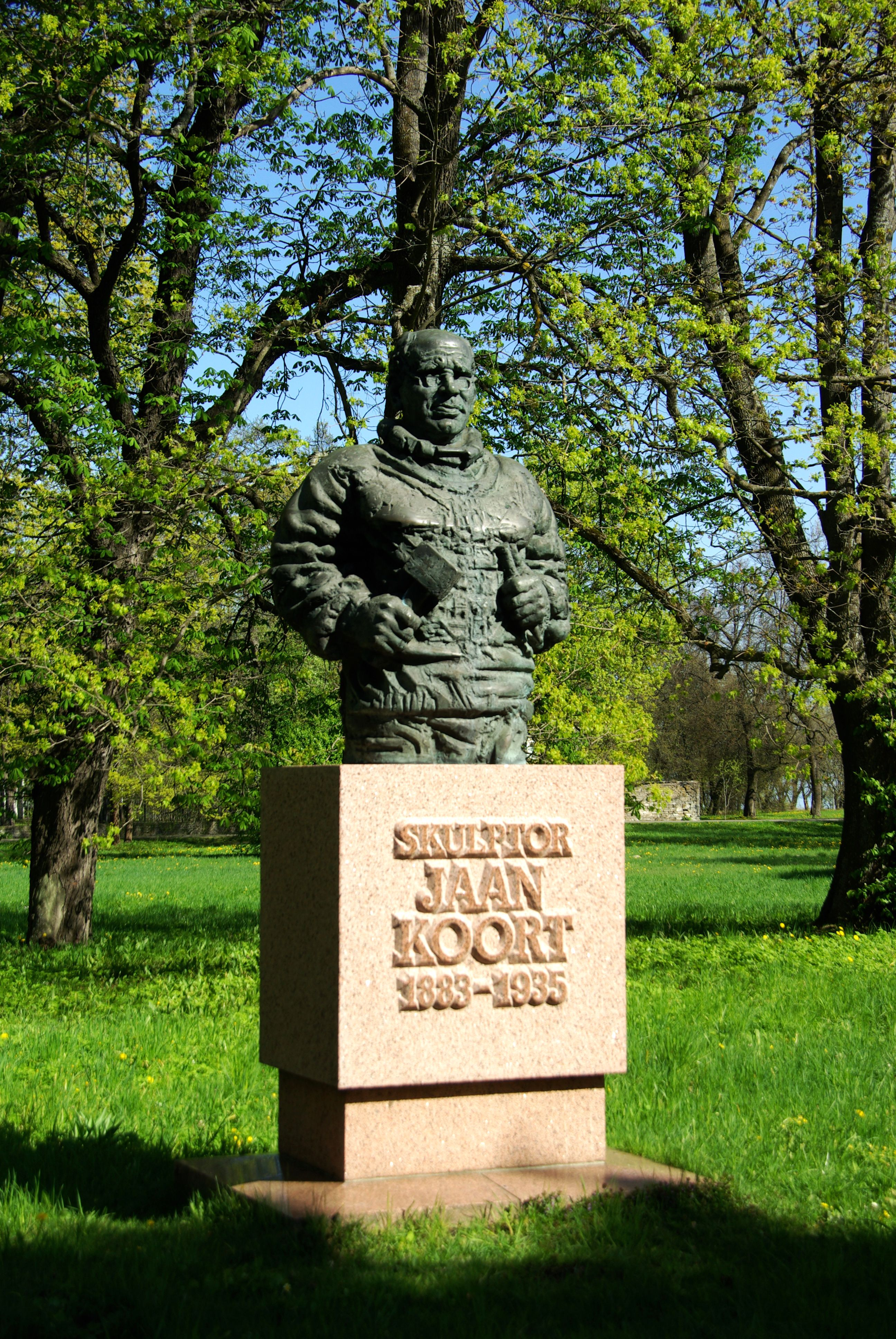
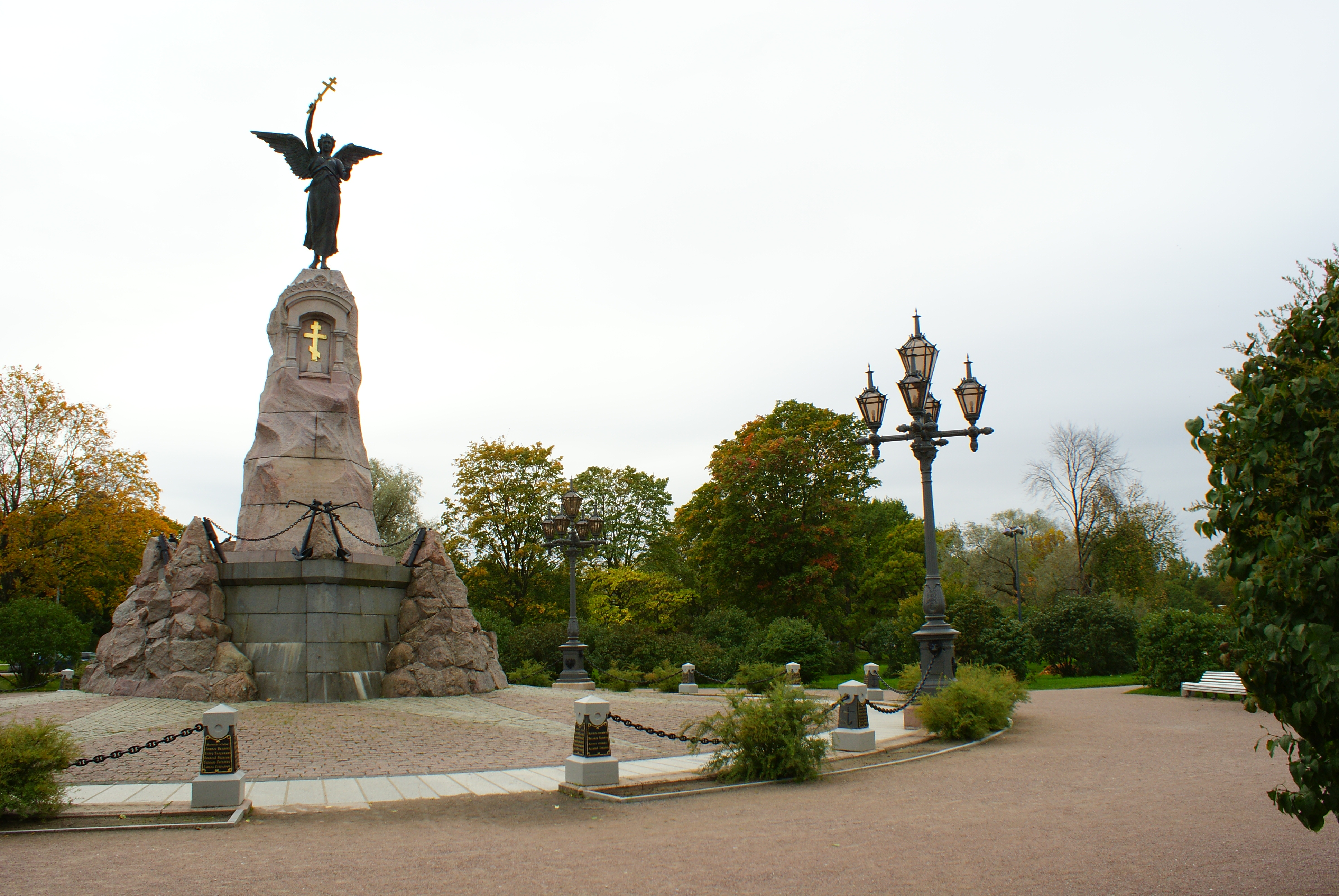